# Eilema pulvereola
Eilema pulvereola är en fjärilsart som beskrevs av George Francis Hampson 1900. Eilema pulvereola ingår i släktet Eilema och familjen björnspinnare. Inga underarter finns listade i Catalogue of Life.